# Boris Vladimirovitj af Rusland
Boris Vladimirovitj af Rusland (russisk: Борис Владимирович Романов; tr. Borís Vladimirovitj Romanov) (24. november 1877 — 9. november 1943) var en russisk storfyrste, der var søn af storfyrst Vladimir Aleksandrovitj af Rusland og hertuginde Marie af Mecklenburg-Schwerin.

## Biografi

### Tidlige liv
Boris Vladimirovitj blev født den 24. november 1877 i forældrenes residens Vladimirskij-paladset i Sankt Petersborg i Det Russiske Kejserrige. Han var det tredje barn af storfyrst Vladimir Aleksandrovitj af Rusland i hans ægteskab med hertuginde Marie af Mecklenburg-Schwerin.

### Ægteskab
I 1913 var et ægteskab på tale med storfyrstinde Olga Nikolajevna af Rusland, der var den ældste datter af tsar Nikolaj 2. af Rusland og tsarina Aleksandra Fjodorovna af Rusland. Tsarinaen afviste dog tanken om ægteskabet, da Storfyrst Boris havde ry af at være en rastløs levemand. Afvisningen medførte et efterfølgende fjendskab mellem Boris' mor, Storfyrstinde Maria Pavlovna og tsarparret.
Efter Den Russiske Revolution giftede Storfyrst Boris sig i stedet den 12. juli 1919 i Genova i Italien i et morganatisk ægteskab med Sinaida Sergejevna Rasjevskaja, der var datter af Sergej Rasjevkskij. Der blev ikke født børn i ægteskabet.

### Død
Storfyrst Boris døde 65 år gammel den 9. november 1943 i Paris i Frankrig.

## Eksterne links
- Wikimedia Commons har flere filer relateret til Boris Vladimirovitj af Rusland